# Robert Malinowski (siatkarz)
Robert Malinowski (ur. 1 marca 1957 w Warszawie, zm. 8 grudnia 2021 w Paderborn) – polski siatkarz, żołnierz, medalista mistrzostw Europy, olimpijczyk z Moskwy 1980.
Swój pierwszy sukces osiągnął jako junior zdobywając w roku 1975 brązowy medal mistrzostw Europy juniorów w Osnabrück. W roku 1977 wywalczył wraz z kolegami z drużyny 4. miejsce w mistrzostwach Europy juniorów rozgrywanych w Montpellier.
Będąc zawodnikiem Legii Warszawa trzykrotnie zdobył tytuł mistrza Polski w latach 1983,1984,1986 oraz dwukrotnie tytuł wicemistrza w latach 1982, 1985. W latach 1984, 1986 zdobył Puchar PZPS.
W reprezentacji Polski rozegrał 68 spotkań (w latach 1979–1981). Dwukrotny srebrny medalista mistrzostw Europy w roku 1979 w Paryżu i w roku 1981 w Sofii.
Na igrzyskach olimpijskich w 1980 roku był członkiem drużyny, która zajęła 4. miejsce.
Zmarł 8 grudnia 2021.